# Curling nos Jogos Olímpicos de Inverno de 2002 - Feminino
As competições do curling feminino nos Jogos Olímpicos de Inverno de 2002 ocorreram em Ogden entre 11 e 18 de fevereiro de 2002.

## Medalhistas
|  | GBR Grã-Bretanha                                                        |  | SUI Suíça                                                                 |  | CAN Canadá                                                             |
|  | Rhona Martin Deborah Knox Fiona MacDonald Janice Rankin Margaret Morton |  | Luzia Ebnöther Mirjam Ott Tanya Frei Laurence Bidaud Nadia Röthlisberger) |  | Kelley Law Julie Skinner Georgina Wheatcroft Diane Nelson Cheryl Noble |

## Equipes
| CAN Canadá | DEN Dinamarca | GER Alemanha | GBR Grã-Bretanha | JPN Japão |
| --- | --- | --- | --- | --- |
| Royal City CC, New Westminster Capitã: Kelley Law Terceira: Julie Skinner Segunda: Georgina Wheatcroft Primeira: Diane Nelson Reserva: Cheryl Noble | Hvidovre CC, Hvidovre Capitã: Lene Bidstrup Terceira: Susanne Slotsager Segunda: Malene Krause Primeira: Avijaja Lund Nielsen Reserva: Lisa Richardson | SC Riessersee, Garmisch-Partenkirchen Capitã: Natalie Neßler Terceira: Sabine Belkofer Segunda: Heike Wieländer Primeira: Andrea Stock Reserva: Karin Fischer | Greenacres CC, Howwood Capitã: Rhona Martin Terceira: Deborah Knox Segunda: Fiona MacDonald Primeira: Janice Rankin Reserva: Margaret Morton | Tokoro CC, Kitami Capitã: Akiko Katoh Terceira: Yumie Hayashi Segunda: Ayumi Onodera Primeira: Mika Konaka Reserva: Kotomi Ishizaki      |
| NOR Noruega | RUS Rússia | SWE Suécia | SUI Suíça | USA Estados Unidos |
| Snarøen CC, Oslo Capitã: Dordi Nordby Terceira: Hanne Woods Segunda: Marianne Haslum Primeira: Camilla Holth Reserva: Kristin Løvseth               | Moskvitch CC, Moscou Capitã: Olga Jarkova Terceira: Nkeiruka Ezekh Segunda: Yana Nekrasova Primeira: Anastassia Skoultan Reserva: Angela Tuvaeva       | Umeå CC, Uma Capitã: Elisabet Gustafson Terceira: Katarina Nyberg Segunda: Louise Marmont Primeira: Elisabeth Persson Reserva: Christina Bertrup              | CC Bern AAM, Berna Capitã: Luzia Ebnöther Terceira: Mirjam Ott Segunda: Tanya Frei Primeira: Laurence Bidaud Reserva: Nadia Röthlisberger    | Bemidji CC, Bemidji Capitã: Kari Erickson Terceira: Debbie McCormick Segunda: Stacey Liapis Primeira: Ann Swisshelm Reserva: Joni Cotten |

## Primeira fase

### Classificação
|  | Equipes classificadas para as semifinais |
|  | Equipes eliminadas na primeira fase      |

| País               | Capitã             | V | D |
| ------------------ | ------------------ | - | - |
| CAN Canadá         | Kelley Law         | 8 | 1 |
| SUI Suíça          | Luzia Ebnöther     | 7 | 2 |
| USA Estados Unidos | Kari Erickson      | 6 | 3 |
| GBR Grã-Bretanha   | Rhona Martin       | 5 | 4 |
| GER Alemanha       | Natalie Neßler     | 5 | 4 |
| SWE Suécia         | Elisabet Gustafson | 5 | 4 |
| NOR Noruega        | Dordi Nordby       | 4 | 5 |
| JPN Japão          | Akiko Katoh        | 2 | 7 |
| DEN Dinamarca      | Lene Bidstrup      | 2 | 7 |
| RUS Rússia         | Olga Jarkova       | 1 | 8 |

### Resultados
Todas as partidas seguem o horário local (UTC−7).
Primeira rodada
Segunda-feira, 11 de fevereiro, 14:00
| Pista A                | LSFE    | 1 | 2 | 3 | 4 | 5 | 6 | 7 | 8 | 9 | 10 | Final |
| ---------------------- | ------- | - | - | - | - | - | - | - | - | - | -- | ----- |
| SWE Suécia (Gustafson) |         | 0 | 0 | 0 | 0 | 0 | 1 | 0 | 0 | 2 | 1  | 4     |
| CAN Canadá (Law)       | Martelo | 0 | 0 | 0 | 0 | 4 | 0 | 1 | 0 | 0 | 0  | 5     |

| Pista B                   | LSFE    | 1 | 2 | 3 | 4 | 5 | 6 | 7 | 8 | 9 | 10 | Final |
| ------------------------- | ------- | - | - | - | - | - | - | - | - | - | -- | ----- |
| GBR Grã-Bretanha (Martin) | Martelo | 1 | 0 | 0 | 2 | 0 | 2 | 0 | 2 | 3 | 0  | 10    |
| NOR Noruega (Nordby)      |         | 0 | 1 | 1 | 0 | 2 | 0 | 1 | 0 | 0 | 1  | 6     |

| Pista C                  | LSFE    | 1 | 2 | 3 | 4 | 5 | 6 | 7 | 8 | 9 | 10 | 11 | Final |
| ------------------------ | ------- | - | - | - | - | - | - | - | - | - | -- | -- | ----- |
| SUI Suíça (Ebnöther)     | Martelo | 0 | 1 | 1 | 0 | 4 | 0 | 2 | 0 | 0 | 0  | 1  | 9     |
| DEN Dinamarca (Bidstrup) |         | 1 | 0 | 0 | 2 | 0 | 1 | 0 | 2 | 1 | 1  | 0  | 8     |

| Pista D               | LSFE    | 1 | 2 | 3 | 4 | 5 | 6 | 7 | 8 | 9 | 10 | Final |
| --------------------- | ------- | - | - | - | - | - | - | - | - | - | -- | ----- |
| RUS Rússia (Jarkova)  | Martelo | 0 | 1 | 1 | 0 | 0 | 1 | 0 | 0 | 2 | 0  | 5     |
| GER Alemanha (Neßler) |         | 1 | 0 | 0 | 1 | 1 | 0 | 0 | 1 | 0 | 4  | 8     |

Segunda rodada
Terça-feira, 12 de fevereiro, 9:00
| Pista A                       | LSFE    | 1 | 2 | 3 | 4 | 5 | 6 | 7 | 8 | 9 | 10 | Final |
| ----------------------------- | ------- | - | - | - | - | - | - | - | - | - | -- | ----- |
| JPN Japão (Katoh)             | Martelo | 0 | 1 | 0 | 2 | 3 | 0 | 0 | 0 | 1 | 0  | 7     |
| USA Estados Unidos (Erickson) |         | 0 | 0 | 1 | 0 | 0 | 3 | 1 | 1 | 0 | 2  | 8     |

| Pista B              | LSFE    | 1 | 2 | 3 | 4 | 5 | 6 | 7 | 8 | 9 | 10 | 11 | Final |
| -------------------- | ------- | - | - | - | - | - | - | - | - | - | -- | -- | ----- |
| SUI Suíça (Ebnöther) | Martelo | 1 | 0 | 0 | 0 | 2 | 0 | 0 | 2 | 0 | 1  | 0  | 1     |
| RUS Rússia (Jarkova) |         | 7 | 0 | 0 | 2 | 0 | 0 | 0 | 1 | 0 | 3  | 0  | 0     |

| Pista C                   | LSFE    | 1 | 2 | 3 | 4 | 5 | 6 | 7 | 8 | 9 | 10 | Final |
| ------------------------- | ------- | - | - | - | - | - | - | - | - | - | -- | ----- |
| SWE Suécia (Gustafson)    | Martelo | 0 | 1 | 1 | 0 | 1 | 0 | 1 | 0 | 2 | 1  | 7     |
| GBR Grã-Bretanha (Martin) |         | 0 | 0 | 0 | 2 | 0 | 1 | 0 | 1 | 0 | 0  | 4     |

| Pista D              | LSFE    | 1 | 2 | 3 | 4 | 5 | 6 | 7 | 8 | 9 | 10 | Final |
| -------------------- | ------- | - | - | - | - | - | - | - | - | - | -- | ----- |
| CAN Canadá (Law)     | Martelo | 0 | 1 | 1 | 0 | 3 | 0 | 1 | 0 | 0 | 0  | 6     |
| NOR Noruega (Nordby) |         | 1 | 0 | 0 | 1 | 0 | 1 | 0 | 1 | 1 | 0  | 5     |

Terceira rodada
Terça-feira, 12 de fevereiro, 19:00
| Pista A                  | LSFE    | 1 | 2 | 3 | 4 | 5 | 6 | 7 | 8 | 9 | 10 | Final |
| ------------------------ | ------- | - | - | - | - | - | - | - | - | - | -- | ----- |
| DEN Dinamarca (Bidstrup) | Martelo | 2 | 0 | 0 | 1 | 0 | 1 | 0 | 1 | 0 | 0  | 5     |
| GER Alemanha (Neßler)    |         | 0 | 0 | 3 | 0 | 1 | 0 | 2 | 0 | 2 | 1  | 9     |

| Pista B                       | LSFE    | 1 | 2 | 3 | 4 | 5 | 6 | 7 | 8 | 9 | 10 | Final |
| ----------------------------- | ------- | - | - | - | - | - | - | - | - | - | -- | ----- |
| SWE Suécia (Gustafson)        |         | 0 | 1 | 0 | 1 | 0 | 0 | 2 | 0 | 1 | 0  | 5     |
| USA Estados Unidos (Erickson) | Martelo | 1 | 0 | 2 | 0 | 1 | 1 | 0 | 0 | 0 | 1  | 6     |

| Pista C              | LSFE    | 1 | 2 | 3 | 4 | 5 | 6 | 7 | 8 | 9 | 10 | Final |
| -------------------- | ------- | - | - | - | - | - | - | - | - | - | -- | ----- |
| CAN Canadá (Law)     |         | 0 | 0 | 0 | 1 | 1 | 0 | 3 | 0 | 2 | 0  | 7     |
| RUS Rússia (Jarkova) | Martelo | 0 | 0 | 1 | 0 | 0 | 1 | 0 | 2 | 0 | 2  | 6     |

| Pista D                   | LSFE    | 1 | 2 | 3 | 4 | 5 | 6 | 7 | 8 | 9 | 10 | Final |
| ------------------------- | ------- | - | - | - | - | - | - | - | - | - | -- | ----- |
| GBR Grã-Bretanha (Martin) | Martelo | 2 | 1 | 0 | 2 | 1 | 2 | 1 | X | X | X  | 9     |
| JPN Japão (Katoh)         |         | 0 | 0 | 1 | 0 | 0 | 0 | 0 | X | X | X  | 1     |